# Междусъюзническа контролна комисия
Междусъюзническата контролна или военноконтролна комисия е временен административен орган, създаден с Ньойския договор от 1919 година с цел да контролира неговото изпълнение от страна на България.
Комисията контролира намаляването на Българската армия и унищожаването на въоръжението ѝ в съответствие с договора. Той ѝ дава също правото да прави оценка на платежоспособността на страната, като по този начин определя времето и начина на изплащане на репарационните задължения. Това дава на комисията значителни възможности за намеса във финансовата политика на България.
МСК включва представители на държавите от Антантата, страни по Ньойския договор, и се финансира от българското правителство.
Междусъюзническата контролна комисия пристига в София на 27 февруари 1921 година в състав: граф Шеризе от Франция, Колвин от Великобритания и принц Боргезе от Италия. В България се създава комисар за връзка с Междусъюзническата комисия. За български комисар към комисията е назначен Райко Даскалов с помощници Михаил Савов, Никола Стоянов и Крум Попов. На 2 август 1921 година комисията връчва ултиматум на българското правителство за разформиране на въоръжените сили.
Комисията е изтеглена от България на 25 май 1927 година.